# Marcus Aurelius Cotta Maximus Messallinus
Marcus Aurelius Cotta Maximus Messallinus war ein römischer Politiker und Senator.
Aurelius Cotta war der Sohn des Redners Marcus Valerius Messalla Corvinus, Konsul 31 v. Chr., und vermutlich einer Aurelia aus der Familie der Cottae. Sein ursprünglicher Name ist unklar, möglicherweise Marcus Valerius Maximus. Nach der Adoption durch einen Aurelius Cotta hieß er Marcus Aurelius Maximus oder genauer Marcus Aurelius Cotta Maximus, wie ihn Ovid nennt. Nach dem Tod seines älteren Bruders Marcus Valerius Messalla Messallinus Corvinus, Konsul 3 v. Chr., der nach 21 n. Chr. starb, übernahm er dessen Beinamen Messallinus (cognomen suum Cottae fratri reliquit; „Er hinterließ seinen Beinamen seinem Bruder Cotta.“).
Eng mit Ovid befreundet, widmete dieser ihm mehrere Briefe aus der Verbannung. Es scheint, dass Aurelius Cotta selbst dichtete. Juvenal hebt ihn als Förderer der Dichtung hervor („… Cotta war gewohnt, Dichtern zu schenken …“). Im Jahr 16 war er als praetor designatus am Prozess gegen Marcus Scribonius Libo Drusus beteiligt; im Jahr 17 war er praetor peregrinus. Im Jahr 20 war er gemeinsam mit seinem Neffen Marcus Valerius Messalla Messallinus Konsul. Im Konsulat empfingen sie zusammen mit dem Senat und dem Volk die Asche des Germanicus, die nach Rom gebracht worden war. Zudem formulierte Aurelius Cotta im Prozess gegen Gnaeus Calpurnius Piso das Strafmaß. Später war er Prokonsul von Asia (ca. 25/26).
Im Senat war er einflussreich, aber aufgrund seiner harten Urteile, die er aus Gefälligkeit gegenüber Kaiser Tiberius fällte, zog er die Feindschaft vieler Senatoren auf sich. Im Jahr 32 wurde er der Majestätsbeleidigung angeklagt, jedoch durch ein Schreiben des Tiberius, das ihre Freundschaft bestätigte, freigesprochen. Tacitus beschreibt ihn als moralisch verwerflich, verschuldet durch Verschwendung und berüchtigt für seine Laster, was zum Niedergang seiner Familie geführt habe. Möglicherweise starb er an einem Gift, das er als Heilmittel auf sein Knie auftrug. Er wird auch als Großonkel der Lollia Paulina erwähnt.